# Felicia Schröder
Felicia Schröder (13 april 2007) is een voetbalspeelster uit Zweden. Ze speelt als aanvaller voor BK Häcken in de Damallsvenskan.

## Clubcarrière
Schröder speelde in haar jeugdjaren voor IFK Björkö voor Björkö. In 2022 tekende ze een profcontract bij Damallsvenskan club BK Häcken. Schröder maakte haar debuut op het hoogste Zweedse voetbalniveau op 17 april 2023 in een uitwedstrijd tegen Vittsjö GIK door in te vallen voor Rosa Kafaji. In deze wedstrijd maakte ze ook gelijk het winnende doelpunt door in de 96ste minuut de eindstand op 0-3 te bepalen. Uiteindelijk kwam ze dat seizoen tot 15 wedstrijden waarin ze driemaal tot scoren kwam. BK Häcken moest op doelsaldo het kampioenschap aan Hammarby IF laten. Dat seizoen maakte Schröder eveneens haar debuut in de Champions League 2023/24 waarin ze in de kwalificatiereeks met twee doelpunten tegen FC Twente een belangrijk aandeel had in de plaatsing van de club voor de groepsfase. BK Häcken behaalde de kwartfinales, waarin Paris Saint-Germain over twee wedstrijden te sterk was.

## Statistieken
| Seizoen | Club         | Land   | Competitie     | Wedstrijden | Doelpunten |
| ------- | ------------ | ------ | -------------- | ----------- | ---------- |
| 2023    | BK Häcken II | Zweden | Elitettan      | 7           | 6          |
| 2023    | BK Häcken    | Zweden | Damallsvenskan | 15          | 3          |
| 2024    | BK Häcken    | Zweden | Damallsvenskan | 25          | 12         |
| 2025    | BK Häcken    | Zweden | Damallsvenskan | 9           | 11         |
| Totaal  | Totaal       | Totaal | Totaal         | 55          | 32         |

Laatste update: 31 mei 2025

## Interlandcarrière
Schröder maakte haar debuut voor het Zweedse nationale team op 30 mei 2025 in een Nations League 2025 wedstrijd tegen Italië.